# Delta Futebol Clube
Delta Futebol Clube é uma agremiação esportiva da cidade de Vitória, Espirito Santo e São Paulo. Atualmente disputa a Taça Paulista. Fundada no dia 1 de agosto de 2016, a equipe se profissionalizou em 2017 para disputar a Taça Paulista de 2017.

## História
O clube foi fundado em 1 de agosto de 2016 e teve como seu primeiro presidente José Jorge Martinho. A estreia do Delta em competições oficiais se deu na Taça Paulista de 2017.

## Símbolos

### Mascote
O mascote escolhido para o Deltas foi a serpente por associar o mistério e o veneno do réptil, com o segredo, a estratégia e as armadilhas utilizadas em suas modalidades, remetendo ao conceito de renovação, rejuvenescimento, enaltecendo a prudência e a sabedoria para alcançar a vitória.